# كيت غاردينر
كيت غاردينر (بالإنجليزية: Kate Gardiner)‏ هي متسلقة جبال نيوزيلندية، ولدت في 21 سبتمبر 1885، وتوفيت في 29 يناير 1974.